# Автошлях Т 1204
Автошля́х Т 1204 — автомобільний шлях територіального значення в Кіровоградській області. Проходить територією Кропивницького району через Долинську — Новошевченкове до перетину з Н23. Загальна довжина — 19,3 км.

## Маршрут
Автошлях проходить через такі населені пункти:
| Автошлях Т 1204        |        |
| Кіровоградська область |        |
| Долинський район       |        |
| Долинська              | Т 1210 |
| Олександрівка          |        |
| Новошевченкове         |        |
|                        | Н23    |